# ژوگلان
ژوگلان (به انگلیسی: Juglone) که ۵-هیدروکسی-۱٬۴- نفتالندیون (IUPAC) نیز نامیده می‌شود، یک ترکیب آلی با فرمول شیمیایی C10H6O3 است. در صنایع غذایی، این ترکیب با نام‌های CI Natural Brown 7 و CI 75500 نیز شناخته می‌شود. در بنزن نامحلول است اما در دی اکسان محلول است که در آن به صورت سوزن‌های زرد متبلور می‌شود. این ایزومر لاوسون است که ترکیب رنگ آمیزی در برگ حنا است.